# Stanislav Kos
Stanislav Kos,  teolog in  bibliotekar, * 5. oktober 1911, Krško, Videm, † 22. oktober 1990. Maribor

## Življenje in šolanje
Stanislav se je rodil in odraščal na tedanjem Vidmu ob Savi ,ki je sedaj del mesta  Krško  na jugovzhodnem delu Slovenije.
Doktoriral je iz teologije leta 1940 na Papeški univerzi Gregoriani v Rimu z disertacijo De auctore expositionis verae fidei S. Constantino Cyrillo adscriptae (Napisanie o pravěj věrě). Doktoriral je na Inštitutu za vzhodne študije pod mentorstvom Štefana Sakača. Disertacija je leta 1942 v Ljubljani izšla še v knjižni obliki ((COBISS)).

## Delo
Po cerkvenih službah je leta 1952 postal bibliotekar v Študijski knjižnici v Mariboru. Od leta 1967 je postal vodja oddelkov za katalogizacijo in klasifikacijo. Veliko je prispeval k razvoju knjižnice, same katalogizacije in klasifikacije, od leta 1973 je bil tudi bibliotekarski svetovalec. Utemeljil je organizacijo specialnih knjižnic v severovzhodni Sloveniji. Uveljavil se je kot bibliograf ter pisec strokovnih razprav o decimalni klasifikaciji, domoznanski dokumentaciji in o sistemu pretoka znanstvenih informacij. Pripravil je tudi bibliografije o prevodih iz svetovnih književnosti v slovenski jezik.

## Nagrade, priznanja, odlikovanja
1967 - Čopova diploma

### Članki in bibliografije
Pravila za katalogizacijo. Knjižnica, 1959, leto 3, št. 1-4, str. 97-107.
Pravila za katalogizaciju. Beograd, Društvo bibliotekara Srbije 1957. - Knjižnica 1959 št. 1/4 str. 97-107
Organizacijska problematika strokovnih knjižnic. Knjižnica, 1962, leto 6, št. 3-4, str. 114-132.
Navodila za poslovanje strokovnih knjižnic. Knjižnica, 1962, leto 6, št. 3-4, str. 184-186.
Dopolnitve in pripombe k ˝Bibliografiji prevoda objavljenih u Jugoslaviji 1944-1959˝ glede na slovenske prevode v skupini DK 8. - Knjižnica 1964 št. 1/2 str. 49-61
Dantejeve slovenske bibliografije v letu 1965. - Knjižnica 1966 št. 1/4 str. 139-143
Krajevni DK-vrstilci za Slovenijo. Knjižnica, 1968, leto 12, št. 1-4, str. 20-23
Univerzalna decimalna klasifikacija. Slovenska skrajšana izdaja, FID 406. Knjižnica, 1972, leto 16, št. 1-4, str. 73-106.
Znanstvene knjižnice v sistemu znanstvenih informacij. - Bibliotekarstvo Jugoslavije 1969-1981, Ljubljana 1972, str. 134-161
Bibliografija znanstvenih in strokovnih objav v letu 1973. (Ur. B. V. Fatur.) V: Poročilo o delu (Raziskovalna skupnost Slovenije - Sklad Borisa Kidriča) za leto 1973, III. (knj.) Ljubljana, Raziskovalna skupnost Slovenije - Sklad Borisa Kidriča 1974. - Knjižnica 1975 št. 1/4 str. 150-153
Biografije in bibliografije znanstvenih in strokovnih sodelavcev Slovenske akademije znanosti in umetnosti. Knjižnica, 1977, leto 21, št. 1-4, str.189-190.
Domoznanska dokumentacija v Univerzitetni knjižnici Maribor. - Univerzitetna knjižnica Maribor 1903-1971, Maribor 1978, str. 107-128